# São José do Paiaiá

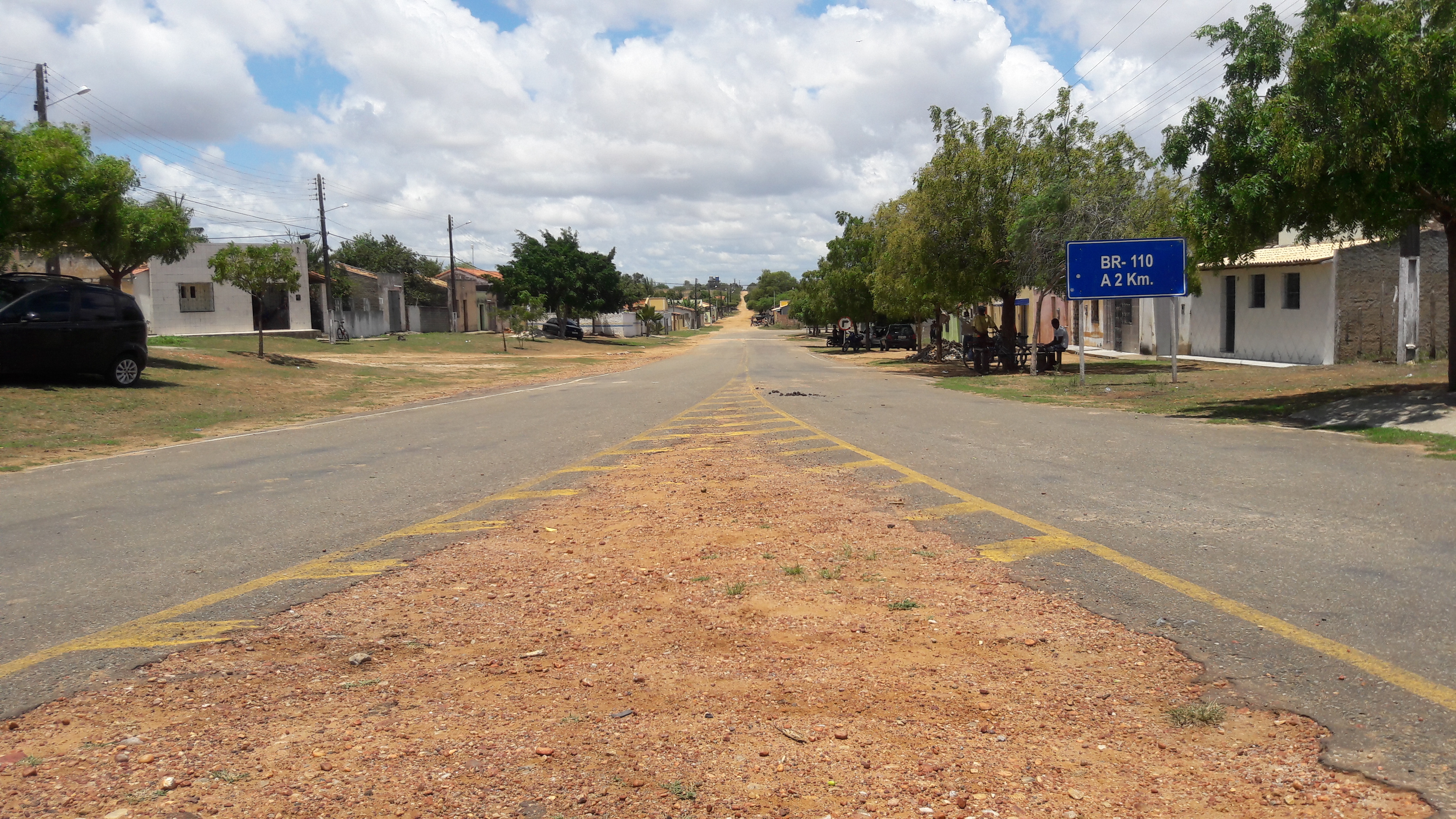
Núcleo urbano de São José do Paiaiá

São José do Paiaiá (antigo Natuba) é um povoado do município brasileiro de Nova Soure, no estado da Bahia. Existe um registro do nome grafado como na sua origem Payayá, esse registro consta na parede do Mercado e Talho Municipal de Payayá onde acontece as feiras livres aos Domingos. Essa referência é datada de 1958. Os Paiaiás são indígenas originalmente do tronco linguístico Macro-Jê (genericamente chamados de "tapuias" pelos povos de Língua Tupi) que no século XVII e XVIII também eram chamados de "índios de chapéus", este povo indígena originalmente habitava do recôncavo baiano em Cachoeira até o rio São Francisco, passando por regiões como a bacia do rio Paraguassú, a nascente do rio Utynga (hoje município), a Chapada Diamantina e o sertão de Jacobina Bahia, no século XVII.
Uma das aldeias dos Paiaiás que habitavam a região mais tarde conhecida como Fazenda Olho D`água, atualmente São José do Paiaiá. O uso do Y como referência Linguística na Língua tupi significa água. Hoje os remanescentes dos povos paiaiás estão espalhados mas muitos vem se reorganizando em vários municípios baianos. A região onde está localizado o povoado de São José do Paiaiá foi desbravada pelo bandeirante paulista Domingos Jorge Velho, nascido em Vila de Parnaíba em 1641, atualmente Santana de Parnaíba, São Paulo. A população de São José do Paiaiá atualmente têm aproximadamente 600 moradores. Os pontos mais conhecidos do povoado são uma Escola Municipal, uma biblioteca rural Maria das Neves do Prado com cerca de 120 mil exemplares dos mais variados temas. O povoado está localizado nas proximidades da BR 110, entre a sede Nova Soure e da cidade vizinha de Olindina há uma distância de 11 quilômetros de ambas as cidades. A capital do estado, Salvador, fica há uma distância de 231 quilômetros e há 220 quilômetros de Aracaju capital do Estado de Sergipe.
Os modelos de construções presentes no povoado são predominantemente de dois tipos, sendo um do período colonial e outro do período pós colonial. Algumas das construções de São José do Paiaiá, ainda preservam traços das construções residências presente nas áreas distantes dos grandes centros urbanos. São modelos típicos da zona da mata do Nordeste brasileiro e de outras partes do Brasil mais comum no século XVI. No estilo das construções do período pós colonial é possível identificar a resistência ao modelo colonial, que estão presentes nas construções popularmente conhecidas como casa de uma água ou de duas águas, onde o telhado não fica aparente, ou seja, o telhado não é aparente na frente da casa, há outras residências que guardam traços das Casas Grandes.
O solo da região de São José do Paiaiá é, numa grande parte, de massapê, terreno fértil para o cultivo de vegetais como feijão e milho. A existência de dois riachos como o Paiaiá que desagua no Riacho do Carrapatinho e esse desagua no rio Itapicuru fez com que houvesse na região o cultivo de outros vegetais como: fumo (tabaco); cana de açúcar, banana e arroz na década de 30 e 40. Período esse em que a economia da zona da mata nordestina sofreu com a crise econômica do Estado Novo, tendo seu período de decadência como é citado na obra de José Lins do Rego - Fogo Morto. Juntamente com decadência do ciclo da cana de açúcar veio também a invasão das celas inglesas, fazendo com que os artesões e tropeiros também enfrentasse crises, devido a produção das celas industrializadas.A criação de animais pelos pequenos fazendeiros e lavradores meios de cultivo e criação de rebanhos advindo da herança rural.
A região no período de plantio de feijão e milho, entre os meses de Abril e Setembro num passado recente recebiam um grande número de cultivadores, meeiros do Estado de Sergipe. Havia também a presença de engenhos de cana que produziam rapaduras, esses produtos eram transportados pelos tropeiros com mulas para a cidade de Alagoinhas, onde ficava o meio de transporte mais eficiente, a Estação Ferroviária São Francisco, em Alagoinhas. Companhia Leste Brasileira, construída pelos ingleses e atualmente desativada.